# Крату
Кра́ту — в индийской мифологии один из ведийских мудрецов, упоминаемый в Пуранах и других священных текстах индуизма.
В «Вишну-пуране» о Крату говорится как об одном из сапта-риши, «семи великих мудрецов» в первой манвантаре Сваямбхувы Ману. Крату не числится в списках сапта-риши, содержащихся в датируемых более ранним периодом ведийских писаниях.
В индуистской астрономии именем Крату названа Дубхе — вторая по яркости звезда в Саптариши-мандале или астеризме Большого Ковша в созвездии Большой Медведицы. Согласно индуистским верованиям, эта звезда является местом обитания мудреца Крату, где он и живёт по сей день. Другие шесть звёзд носят имена таких риши, как Пулаха, Пуластья, Атри, Ангирас, Васиштха и Бхригу.
Описывается, что Крату был великим брахманом-риши, сыном Брахмы, рождённым из его ума. Брахма обладает мистическое силой, благодаря которой только подумав о сыне, может произвести его на свет. Таких его сыновей называют манаса-путрами («мысленными сыновьями»). Крату — один из таких манаса-путр Брахмы. Сам Крату считается отцом мудрецов-карликов по имени валакхильи.
Согласно «Шримад-Бхагаватам», женой Крату была Крия — одна из дочерей Кардамы и Девахути.